# Distrito de Gyula
El distrito de Gyula (húngaro: Gyulai járás) es un distrito húngaro perteneciente al condado de Békés.
En 2013 tenía 41 579 habitantes. Su capital es Gyula.

## Municipios
El distrito tiene 2 ciudades (en negrita), un pueblo mayor (en cursiva) y un pueblo (población a 1 de enero de 2012):
- Elek (4816)
- Gyula (31 679) – la capital
- Kétegyháza (4007)
- Lőkösháza (1762)